# Turó Vaticà
El turó Vaticà (en llatí Collis Vaticanus, en italià Colle Vaticano) és el nom donat, molt abans de l'inici de la cristiandat, a un dels turons situats a l'oest del riu Tíber, el costat oposat a aquell on se situen els set turons tradicionals de Roma. És possible que hagi estat el lloc d'un poble etrusc anomenat Vaticum.
En el segle i, el turó Vaticà es trobava fora dels límits de la ciutat, i per això va ser apropiat per a la construcció d'un circ (el circ de Neró) i un cementeri.
La basílica de Sant Pere està construïda sobre aquest cementeri, lloc tradicional de la tomba de sant Pere. Hi havia un altre cementeri als voltants, el qual va ser obert al públic el 10 d'octubre de 2006 per a commemorar el 500é aniversari dels Museus Vaticans.
El turó Vaticà no és un dels famosos set turons de Roma, encara que va ser inclòs dins dels límits de la ciutat durant el regnat del papa Lleó IV, qui entre el 848 i el 852 va expandir els murs de la ciutat per a protegir la basílica de Sant Pere i el Vaticà.
D'aquesta manera, el turó Vaticà ha estat dins dels murs i els límits de la ciutat de Roma (fins als Pactes del Laterà del 1929 va formar part d'un dels Rioni de Roma, el de Borgo) durant més de 1.100 anys.
Abans del papat d'Avinyó (1305-1378), les oficines centrals de la Santa Seu eren a la basílica de Sant Joan del Laterà. Després del papat d'Avinyó, l'administració de l'Església es va traslladar al turó Vaticà i el palau papal va ser (fins al 1871) el palau del Quirinal, sobre el turó homònim.
Des del 1929 el turó Vaticà ha estat el lloc de la prefectura de la Ciutat del Vaticà. És convenient aclarir que la catedral del bisbe de Roma, el Papa, no és Sant Pere, al Vaticà, sinó la basílica de Sant Joan del Laterà, que és en un dels set turons de Roma, el Celi: és un indret de la ciutat de Roma que actualment pertany a la Ciutat del Vaticà. Aquesta situació és el resultat dels Pactes del Laterà signats amb l'Estat italià el 1929, els quals van retornar a la Santa Seu un estat temporal independent i el seu consegüent estatus diplomàtic a través de l'Estat de la Ciutat del Vaticà, els quals havien estat perduts entre 1860 i 1870, quan Itàlia va capturar els territoris dels Estats Pontificis.